# 橋本欣五郎
橋本 欣五郎（はしもと きんごろう、1890年（明治23年）2月19日 - 1957年（昭和32年）6月29日）は、昭和時代の日本の陸軍軍人（陸軍大佐）、政治家（衆議院議員1期）。右翼活動家。通称「ハシキン」。
位階は正五位。
たびたびクーデターを試みたが失敗し、極東国際軍事裁判（東京裁判）で訴追された。

## 来歴
岡山県岡山市に生まれ7歳の時福岡県門司市に移る。高等小学校から1904年9月、熊本陸軍地方幼年学校入学。陸軍中央幼年学校を経て、陸軍士官学校（23期）から陸軍大学校（32期）に進学し、トルコ公使館付武官。この時、ムスタファ・ケマル・パシャの革命思想に接したことが、その後の遍歴に影響する。そのときから趣味は「革命」となったらしい。
その後、参謀本部ロシア班長となり、1930年に参謀本部の将校らと密かに桜会を組織。三月事件・十月事件を計画するも失敗に終わり、桜会は解散させられる。戦後の東京裁判において、A級戦犯として起訴されたのは、連合国側が三月事件・十月事件を「侵略計画の発端」とした事が最大の要因であると推測されている（木戸幸一も同様の見解を示していた）。
また、1936年2月の二・二六事件の際には、自ら昭和天皇と決起部隊の仲介工作を行い、決起部隊側に有利な様に事態を収拾しようと、陸軍大臣官邸に乗り込んだが、天皇が決起部隊を「暴徒」と呼び、鎮圧するように命じたため、橋本にも責任問題が及び、大佐で予備役へ回される事となる。それは、参謀本部庶務課長代理富永恭次中佐によって、戦時召集の際には厚遇するという約束で自ら予備役編入願いを出してのものであった。
その後、日中戦争の勃発に伴い、野戦重砲兵連隊長として再び召集されたが、南京攻略戦の際の1937年12月12日に、イギリス砲艦レディバード号に被害を与え（レディバード号事件）、さらに同日、中国空軍基地に運ぶガソリンを載せた油槽船3隻を護送中のアメリカの砲艦パナイに砲撃を行っている。
パナイ号は陸軍の砲撃による損傷こそなかったものの、その後南京上流に停泊中、陸軍より攻撃協力の要請を受けた海軍現地（上海）航空隊の空襲により撃沈、死傷者を出す（パナイ号事件）。橋本はこれらの責任を取って陸軍砲兵大佐で退役した。
予備役中の1936年に大日本青年党（のち大日本赤誠会に改称）を組織しファシズム運動を展開、近衛文麿首相が掲げる新体制運動にも積極的に協力した。1942年の翼賛選挙で衆議院議員に当選し、翼賛政治会総務に就任した（そのため、戦後公職追放となる）。1945年（昭和20年）12月1日に衆議院議員を辞職した。
極東国際軍事裁判でA級戦犯として起訴され、終身刑。1955年に仮釈放されるも、獄中で「思い残す こともなけれど 尚一度 大きなことを なして死にたし」と詠んでいた様に、国家改造を志す野心は変わらず、1956年の第4回参議院議員通常選挙全国区に、政党の公認や資金も無い状態で周囲が止めるのも聞かずに無所属で立候補し落選している。
1957年6月29日、肺癌により死去。享年67。
出獄後に結婚した3度目の妻がいたが、橋本の臨終間際に離婚を申し出て去っていった。葬儀は、三月事件以来サポートを受けていた徳川義親が面倒を見た。

## 人物
- 生前の彼を知る人物の証言によれば、橋本は非常に短気、ヒステリックで常軌を逸した行動が多く、現役時代の懲罰経験は60回以上にも及んだという。極東国際軍事裁判の公判中においても、ごく些細なことから激昂し、法廷控室において白鳥敏夫の顔面を眼鏡が飛ぶ程殴打したことがある（ただ白鳥も、極めて敵を作りやすい性格のトラブルメーカーだった）。
- また石原広一郎からは、巣鴨プリズンに拘置されたA級戦犯の中で、若いBC級戦犯にとって最も見本にならない利己主義的な不平を口にする小人物として、豊田副武や佐藤賢了と共に名前を挙げられている。
- 極東国際軍事裁判の際には、全被告の中で唯一アメリカ人の弁護人がつくことを拒絶し続けた。
- 一方で橋本は、詩の才能に長けていることでも知られていた。重光葵が認めた手記『巣鴨日記』（「文藝春秋」昭和27年8月号掲載）によると、戦時中に、とある朝鮮人男性が東京の帝国ホテルに宿泊した際、給仕の日本人女性に一目惚れし、駆け落ち同然で朝鮮半島へ渡った。しかし日本の降伏を迎え、連合国側の意向で日本人は朝鮮から追われることとなり、女性はそのことを苦に、玄界灘に身を投げて自殺してしまった。後にその男性が訪日して橋本のもとを訪れ、女性の墓を男性の故郷に建てることとなったので、墓に刻む詩を書いてもらいたいと橋本に依頼したというエピソードがあったという。

## 橋本大佐の手記
十月事件の後、野戦重砲兵第2連隊長に左遷されていた橋本が、1935年4月末から約40日間かけて書き上げた三月・十月事件、及び満州事変についての記録である。橋本側の視点から、三つの事件の模様が述べられている。1963年に同名の著書を発表した中野雅夫によると、同手記が書籍化された経緯は以下の通りである。
原題は「昭和歴史の源泉」。橋本は五部複写し、それぞれ同志だった長勇少佐・小原重孝大尉・田中弥大尉・天野勇中尉に渡し、残り一部を自ら保存した。しかし、彼らはいずれも後に焼却した。ところが、中野が調査したところ、1961年に歯科医・内田絹子が「手記」の写しを所持していることが判り、5人のうち当時唯一の存命者であった小原によって同一の内容と確認された。橋本は内田宅をアジトとしていた時期があり、彼の頼みで内田が「手記」を一時保管していた際に、自ら筆写し自宅の庭園に埋蔵していた。

## 年譜

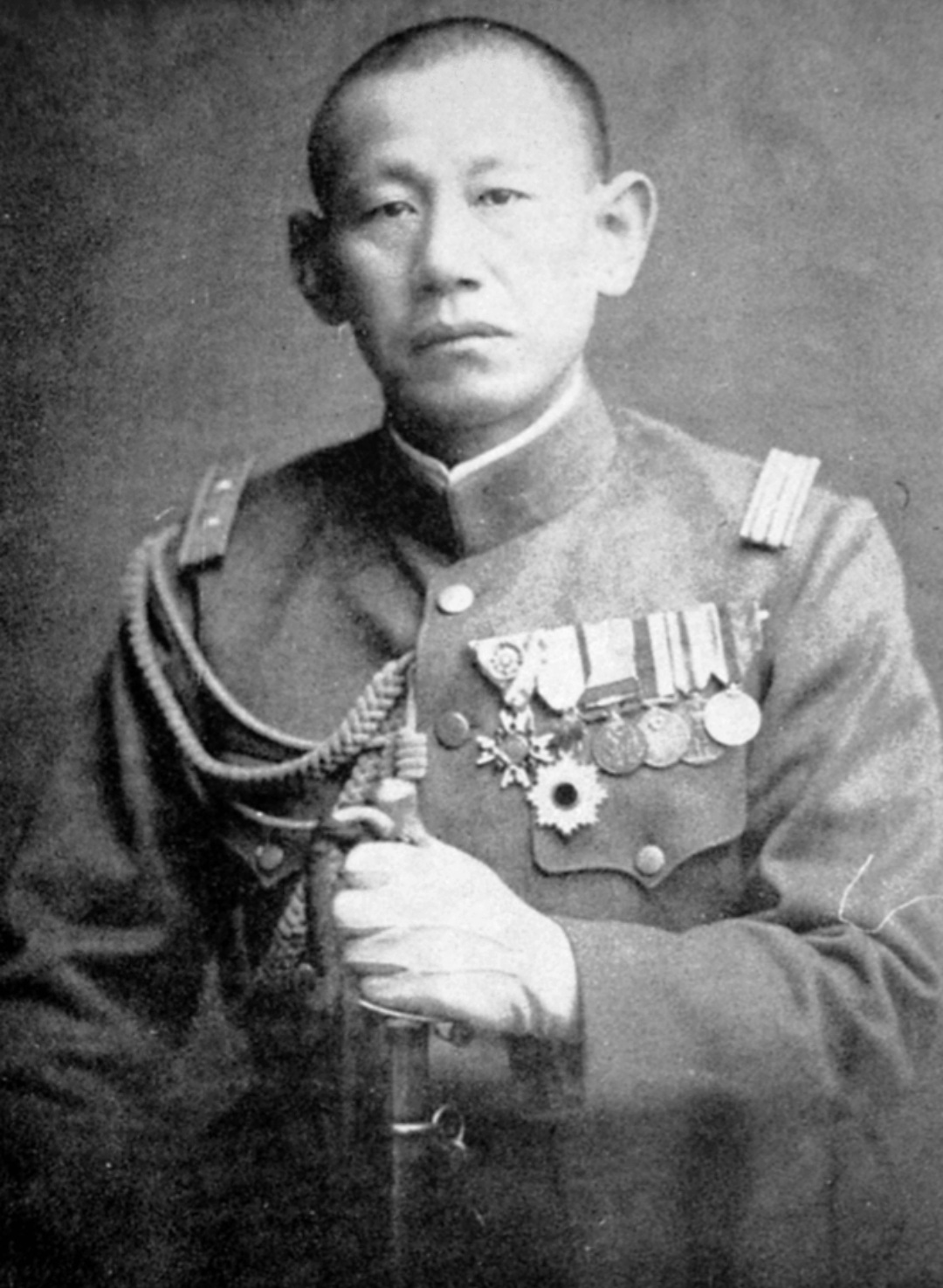
橋本欣五郎 （中佐時代）

- 1911年（明治44年）5月 - 陸軍士官学校卒業（23期）。
  - 12月 - 少尉に昇進。野砲兵第24連隊附。
- 1914年（大正3年）12月 - 中尉に昇進。
- 1915年（大正4年）12月 - 陸軍砲工学校高等科卒業（21期）。
- 1916年（大正5年）11月 - 砲工学校生徒隊附。
- 1920年（大正9年）4月 - 大尉に昇進。
  - 11月 - 陸軍大学校卒業（32期）。
- 1921年（大正10年）7月 - 参謀本部附勤務（ロシア班）。
- 1922年（大正11年）4月 - 関東軍司令部附仰付（ハルピン特務機関）。
- 1923年（大正12年）8月 - 関東軍司令部附仰付（満州里特務機関）。
- 1926年（大正15年）8月 - 少佐に昇進。
- 1927年（昭和2年）9月 - トルコ公使館附武官（～1930年6月）。
- 1930年（昭和5年）7月 - 参謀本部ロシア班長。
  - 8月 - 中佐に昇進。
  - 10月 - 桜会結成。
  - 11月 - 陸軍大学校教官。
- 1931年（昭和6年）10月 - 十月事件で検束。
  - 11月 - 20日間の謹慎処分を受ける。
  - 12月 - 野砲兵第10連隊附。
- 1933年（昭和8年）8月 - 野重砲兵第2連隊附。
- 1934年（昭和9年）8月1日 - 大佐に昇進。野重砲兵第2連隊長。
- 1936年（昭和11年）8月29日 - 予備役編入。
  - 10月 - 大日本青年党統領。
- 1937年（昭和12年）10月8日 - 召集。野重砲兵第13連隊長。
- 1939年（昭和14年）3月10日 - 召集解除。
- 1940年（昭和15年）10月 - 大政翼賛会常任総務（～1941年3月）。
- 1942年（昭和17年）5月 - 衆議院議員（～1945年12月）。
- 1944年（昭和19年）8月 - 大日本翼賛壮年団副団長。中央本部長（～1945年2月）。

## 栄典
位階
- 1912年（明治45年）3月1日 - 正八位[4]
- 1913年（大正2年）2月20日 - 従七位[4]
- 191?年（大正?年）1月20日 - 正七位[4]
- 1925年（大正14年）5月1日 - 従六位[4]
- 1930年（昭和5年）5月16日 - 正六位[4]
- 1934年（昭和9年）5月15日 - 従五位[4]
- 1936年（昭和11年）9月26日 - 正五位[4]

勲章等
- 1915年（大正4年）11月7日 - 勲六等単光旭日章[4]
- 1922年（大正11年）6月27日 - 勲五等瑞宝章[4]
- 1929年（昭和4年）6月26日 - 勲四等瑞宝章[4]
- 1934年（昭和9年）
  - 4月5日 - 勲三等瑞宝章[4]
  - 4月29日 - 旭日中綬章[4]
- 1940年（昭和15年）4月29日 - 功四級金鵄勲章[4]

## 著作
- 中野雅夫『橋本大佐の手記』みすず書房、1963年。

## 評伝
- 田々宮英太郎　『橋本欣五郎一代』 芙蓉書房出版 1982年